# MŠK Púchov
MŠK Púchov is een Slowaakse voetbalclub uit de stad Púchov.
De club speelde voor het eerst in de hoogste klasse in het seizoen 2000/01, toen de club zesde op tien werd. Het volgende seizoen werd de club vicekampioen en mocht het Europees voetbal spelen. Matador slaagde erin om drie opeenvolgende seizoenen Europees te spelen. In het seizoen 2003/04 wist de club zich ternauwernood te handhaven. Twee seizoenen later kon degradatie niet meer vermeden worden en degradeerde de club. In 2006 werd de naam gewijzigd in FK Púchov.

## Naamswijzigingen
- 1920 — Športový klub Púchov
- 1943 — ŠK Rolný Púchov
- 1948 — Sokol Makyta Púchov
- 1953 — TJ Makyta Púchov
- 1956 — TJ Iskra Púchov
- 1968 — TJ Gumárne 1.mája Púchov
- 1993 — ŠK Matador Púchov
- 2004 — FK Matador Púchov
- 2008 — FK Púchov
- 2015 — MŠK Púchov

## Erelijst
- Beker van Slowakije

Winnaar: 2003
Finalist: 2002

## Eindklasseringen
| Seizoen   | №         | Clubs     | Divisie                     | Duels     | Winst     | Gelijk    | Verlies   | Doelsaldo | Punten    |
| Slowakije | Slowakije | Slowakije | Slowakije                   | Slowakije | Slowakije | Slowakije | Slowakije | Slowakije | Slowakije |
| --------- | --------- | --------- | --------------------------- | --------- | --------- | --------- | --------- | --------- | --------- |
| 1996–1997 | 5         | 18        | 1. slovenská futbalová liga | 34        | 19        | 4         | 11        | 59–43     | 61        |
| 1997–1998 | 3         | 18        | 1. slovenská futbalová liga | 34        | 14        | 14        | 6         | 52–34     | 56        |
| 1998–1999 | 4         | 18        | 1. slovenská futbalová liga | 34        | 18        | 11        | 5         | 51–21     | 65        |
| 1999–2000 | 1         | 18        | 1. slovenská futbalová liga | 34        | 25        | 4         | 5         | 71–19     | 79        |
| 2000–2001 | 6         | 10        | Corgoň Liga                 | 36        | 9         | 13        | 14        | 47–53     | 40        |
| 2001–2002 | 2         | 10        | Corgoň Liga                 | 36        | 18        | 8         | 10        | 48–33     | 62        |
| 2002–2003 | 5         | 10        | Corgoň Liga                 | 36        | 14        | 8         | 14        | 46–47     | 50        |
| 2003–2004 | 9         | 10        | Corgoň Liga                 | 36        | 10        | 9         | 17        | 34–54     | 39        |
| 2004–2005 | 6         | 10        | Corgoň Liga                 | 36        | 12        | 10        | 14        | 31–43     | 46        |
| 2005–2006 | 10        | 10        | Corgoň Liga                 | 36        | 7         | 5         | 24        | 29–64     | 26        |
| 2007–2008 | 2         | 10        | II. liga - Západ            | 30        | 16        | 8         | 6         | 42–33     | 56        |
| 2008–2009 | 1         | 10        | II. liga - Západ            | 30        | 20        | 7         | 3         | 68–22     | 67        |
| 2010–2011 | 12        | 12        | 1. slovenská futbalová liga | 33        | 6         | 4         | 23        | 24–77     | 22        |

## FK Púchov in Europa
Uitslagen vanuit gezichtspunt FK Puchov
| Seizoen | Competitie | Ronde | Land                | Club                  | Totaalscore | 1e W    | 2e W    | PUC |
| ------- | ---------- | ----- | ------------------- | --------------------- | ----------- | ------- | ------- | --- |
| 2001/02 | UEFA Cup   | Q     | Vlag van Malta      | Sliema Wanderers      | 4-2         | 3-0 (T) | 1-2 (U) | 2.0 |
|         |            | 1R    | Vlag van Duitsland  | SC Freiburg           | 1-2         | 0-0 (T) | 1-2 (U) | 2.0 |
| 2002/03 | UEFA Cup   | Q     | Vlag van Kazachstan | FC Atıraw             | 2-0         | 0-0 (U) | 2-0 (T) | 1.5 |
|         |            | 1R    | Vlag van Frankrijk  | Girondins de Bordeaux | 1-10        | 0-6 (U) | 1-4 (T) | 1.5 |
| 2003/04 | UEFA Cup   | Q     | Vlag van Georgië    | Sioni Bolnisi         | 6-0         | 3-0 (T) | 3-0 (U) | 3.0 |
|         |            | 1R    | Vlag van Spanje     | FC Barcelona          | 1-9         | 1-1 (T) | 0-8 (U) | 3.0 |

Totaal aantal punten voor UEFA coëfficiënten: 6.5

## Bekende spelers
- František Chovanec
- Jozef Chovanec
- Jozef Tománek
- Štefan Tománek
- Milan Luhový
- Ľubomír Luhový
- Ivan Kozák
- Mário Breška
- Ali Lembakoali
- Patrik Mráz
- Kornel Saláta
- Zdeno Štrba

## Bekende trainers
- Jozef Šuran
- Pavel Vrba
- František Komňacký